# Atriplex welshii
Atriplex welshii là loài thực vật có hoa thuộc họ Dền. Loài này được C.A.Hanson mô tả khoa học đầu tiên năm 1962.